# Brzeźnica (góra)
 Brzeźnica (Kozie Chrzepty, niem. Harthenberg) – wzgórze o wysokości 492 m n.p.m. w południowo-zachodniej Polsce, w Obniżeniu Otmuchowskim, w woj. dolnośląskim.

## Położenie
Wzgórze położone jest na Przedgórzu Sudeckim, w południowo-zachodniej części Obniżenia Otmuchowskiego, w Masywie Brzeźnicy, około 6 km na północny zachód (NNW) od centrum miejscowości Bardo.

## Charakterystyka
Wzgórze jest najwyższym wzniesieniem Obniżenia Otmuchowskiego górującym od północnej strony nad miejscowością Brzeźnica. Wzniesienie jest ostańcem należącym do Masywu Brzeźnicy, który tworzą cztery odosobnione wzniesienia o charakterze wyspowym. Wznosi się w zachodniej części masywu, jako wyraźnie zaznaczona kulminacja, po zachodniej stronie sąsiedniego wzgórza Grochowiec, od którego oddzielona jest niewielkim siodłem. Wzgórze ma postać małego grzbietu o przebiegu równoleżnikowym z nieznacznie pofalowaną linię grzbietową o płaskim szczycie ze skalistą grzędą szczytową. Wzniesienie mimo niewielkiej wysokości posiada strome zbocza, które podnoszą walory krajobrazowe okolicy. Cały szczyt i zbocza porasta rozległy las głównie iglasty z domieszką innych gatunków drzew liściastych. Ze zboczy roztaczają się panoramy na okoliczne miejscowości i oddalone pasma górskie. Położenie wzgórza, kształt i wyraźna część szczytowa, czynią wzgórze rozpoznawalnym w terenie.

## Budowa geologiczna
Pod względem geologicznym wzniesienie znajduje się w obrębie tektonicznego zrębu Braszowic, który tworzą masyw serpentynitowy Braszowic i masyw gabrowy Brzeźnicy. Wzgórza zbudowane są z odpornych na erozję, starych skał metamorficznych głównie z gabra, serpentynitów i sjenitów, podnóże pokrywają młodsze osady glin, żwirów, piasków i lessów okresu zlodowacenia plejstoceńskiego lub osady powstałe w chłodnym, peryglacjalnym klimacie.
Sama Brzeźnica zbudowana jest z serpentynitów, wśród których występują apofizy gabrowe.

## Historia
- Wzgórze wzmiankowane jest pod koniec XIII wieku w księdze henrykowskiej. Występuje tam pod polską nazwą Kozie Chrzepty oraz niemiecką Ciginrucke[2][3].
- Wzgórze Brzeźnica oraz okoliczne wzgórza w przeszłości były obiektem zainteresowania inżynierów wojskowych jako wzgórza strategiczne. Na zboczu u południowo-wschodniego podnóża Brzeźnicy, w 1. poł. XVIII w. zbudowane zostały fortyfikacje ziemne, stanowiące część systemu wysuniętych fortyfikacji Twierdzy Srebrnogórskiej. Zostały one częściowo zbudowane, przez wojska austriackie, a potem po przejęciu tych ziem w 1741 roku przez Prusy, odnowione i wzmocnione. Kolejna modernizacja dokonana została w 1813 r. według projektu generała von Gneisenau.
- Wzniesienie stanowi stary rejon górniczy, w którym od XIX wieku wydobywano chryzoprazy, węgiel brunatny, rudy chromu, niklu, a przede wszystkim magnezyt. W pierwszej połowie XX wieku powstała kopalnia magnezytu „Anna ”, która z masywu Brzeźnicy systemem podziemnym wydobywała magnezyt. Złoże udostępnione było szybem "Josef". Po II wojnie światowej, na przełomie lat 40 i 50 XX wieku w masywie Brzeźnicy wznowiono roboty związane z udostępnieniem złoża magnezytu, jednak ostatecznie zrezygnowano z dalszej eksploatacji a kopalnię zamknięto.

## Inne
- Do chwili obecnej nie jest rozstrzygnięta kwestia przynależności Masywu Brzeźnicy – niektórzy geografowie uważają masyw za część Wzgórz Niemczańsko-Strzelińskich inni zaliczają wzgórza do Obniżenia Otmuchowskiego.
- Na południe od wzgórza położona jest miejscowość Brzeźnica.
- Na południowo-wschodnim zboczu wzgórza poniżej szczytu zachowały się wśród kęp drzew pagórki, stanowiące pozostałość fortyfikacji ziemnych z przełomu XVIII-XIX wieku (mimo szczątkowego stanu są jeszcze zauważalne)
- W okolicy Brzeźnicy rośnie pięciornik biały Potentilla alba.

## Turystyka
- Na wzniesienie prowadzi znakowany szlak turystyczny
- Przełęcz Srebrna - Mikołajów - Brzeźnica - Grochowiec - Tarnów - Ząbkowice Śląskie - Zwrócona - Brodziszów - Skrzyżowanie pod Grzybowcem - Tatarski Okop - Gilów - Zamkowa Góra - Słupice - Przełęcz Słupicka - Przełęcz Tąpadła - Biała - Strzelce
- prowadzący południowo-wschodnim zboczem z Barda do Ząbkowic Śląskich i dalej.
- Wzniesienie należy do Korony Sudetów Polskich.
- Na wzgórze najlepiej dotrzeć od strony południowej od miejscowości Brzeźnica.
- Brzeźnica w górnej części posiada bogate walory krajobrazowe i przyrodnicze, ze zboczy rozciągają się piękne widoki na Góry Bardzkie, Sowie, Masyw Brzeźnicy i Przedgórze Sudeckie.